# Ginny Fiennes
Virginia Frances "Ginny", Lady Twisleton-Wykeham-Fiennes (9 de julio de 1947 - 20 de febrero de 2004) fue una exploradora polar y la esposa del aventurero Ranulph Fiennes. Ginny fue la primera mujer en recibir la Medalla Polar, y como tal fue invitada a unirse al Club Antártico en reconocimiento de su trabajo de investigación para el British Antarctic Survey y para la Universidad de Sheffield en la propagación de radio de baja frecuencia.

## Biografía
Nació como Virginia Pepper en Godalming, Surrey en 1947. Su familia poseía canteras de tiza en Amberley. Cuando tenía 9 años, conoció a Ranulph Fiennes, su futuro esposo, que tenía apenas 12 años en ese momento. Se casaron en 1970. Después de la escuela, comenzó a bucear en aguas profundas y fue reclutada para trabajar durante dos años en Wester Ross para el National Trust de Escocia. También se formó en el Royal Aircraft Establishment, Farnborough, tomó cursos de oficiales de radio marina y se unió a los Cuerpos Territoriales del Ejército Real Femenino.
En 1968, organizó la primera ascensión del río más largo del mundo, el río Nilo, en un prototipo de aerodeslizador. Tres años más tarde organizó la primera trasborda de Columbia Británica, completamente por río. En 1972, la revista Woman's Own la encargó para vivir durante dos meses con una familia omaní, y más tarde organizó cuatro expediciones con su marido para localizar la ciudad perdida del incienso de Ubar en Dhofar. En 1972, ideó un plan para circunnavegar el mundo a lo largo de su eje polar, y diez años más tarde su equipo Transglobe Expedition se convirtió en el primero en llegar a ambos polos, cruzar la Antártida y el Océano Ártico, a través del Paso del Noroeste.

### Vida personal
En la década de 1980 se mudó al parque nacional de Exmoor y comenzó a criar una manada de ganado Aberdeen Angus con pedigrí y una bandada de ovejas negras de Gales, convirtiéndose en una gran agricultora y formando una de las granjas más grandes del suroeste. En noviembre de 2003 se descubrió que padecía cáncer de estómago, diagnosticado el día después de que su marido regresara de correr siete maratones en siete días en siete continentes. Murió el 20 de febrero de 2004, a los 56 años.